# Аусси, Алан Гозанович
Алан Гозанович Аусси (укр. Алан Гозанович Ауссі; род. 30 июня 2001, Донецк) — украинский футболист, защитник клуба «ЧФР Клуж».

## Клубная карьера
Алан в 7 лет (2008 год) попал в систему академии донецкого «Шахтёра». В 2018 году он присоединился к киевскому «Динамо» и стал выступать за юношескую команду клуба. Сезон 2019/20 Алан провёл в «Словане» на правах аренды. Он не сыграл ни одной игры за первую команду, приняв участие в 2 встречах Богемской футбольной лиги за дублирующий состав чешского клуба. В сентябре 2020 года Алан был арендован белорусским клубом «Торпедо-БелАЗ». Он дебютировал за эту команду 19 сентября в матче высшей лиги Белоруссии против «Городеи»: защитник вышел на поле на 89-й минуте вместо Габриэла Рамоса. Всего в сезоне-2020 Алан принял участие в 6 встречах белорусского первенства.

## Карьера в сборной
В 2017—2019 годах Алан представлял Украину на юношеском уровне, приняв участие в общей сложности в 7 матчах и забив 1 гол.

## Клубная статистика
| Выступление      | Выступление      | Выступление      | Чемпионат | Чемпионат | Кубок Суперкубок | Кубок Суперкубок | Еврокубки | Еврокубки | Итого | Итого |
| Клуб             | Лига             | Сезон            | Игры      | Голы      | Игры             | Голы             | Игры      | Голы      | Игры  | Голы  |
| ---------------- | ---------------- | ---------------- | --------- | --------- | ---------------- | ---------------- | --------- | --------- | ----- | ----- |
| Слован B         | БФЛ              | 2019/20          | 2         | 0         | 0                | 0                | —         | —         | 2     | 0     |
| Слован B         | Итого            | Итого            | 2         | 0         | 0                | 0                | 0         | 0         | 2     | 0     |
| Торпедо-БелАЗ    | Высшая лига      | 2020             | 6         | 0         | 6                | 0                | —         | —         | 12    | 0     |
| Торпедо-БелАЗ    | Высшая лига      | 2021             | 14        | 2         | 0                | 0                | 2         | -         | 16    | 2     |
| Торпедо-БелАЗ    | Итого            | Итого            | 20        | 2         | 6                | 0                | 2         | 0         | 28    | 2     |
| Всего за карьеру | Всего за карьеру | Всего за карьеру | 22        | 2         | 6                | 0                | 2         | 0         | 30    | 2     |

## Личная жизнь
Отец Алана сириец, а мать украинка. Помимо футбола он также занимается музыкой, записывая песни под псевдонимом AUSSI.